# ホーリネス教会
ホーリネス教会は、ジョン・ウェスレーの後継者たちの築いたメソジスト教会内部から、信仰復興のための「ホーリネス運動」が起こされた結果、生まれたキリスト教プロテスタントの教派の一つである。ホーリネス教団及びその教会をいう。メソジストと同様、神学的にはアルミニウス主義の立場をとる。

## 由来
ホーリネスとは、もともとは、ヘブル語の「聖」の意味する概念から、（神によって）「聖別される」、「とりわけられる」という意味であり、「聖別され」、「とりわけられ」て、潔められることを意味する。回心後に、聖霊の満たしを受けることによって潔めを経験することにより、完全となり罪を犯さないようになるという考え方をもつ。またキリストの再臨と千年王国を待望することを強調する。そのため、説教の内容は、聖霊体験を強く主張し、日々生きた信仰により聖化される事、神による病の癒し、イエスの再臨が必ずあることを強調する。信徒であってもある程度の神学的学びを終えたものであれば、聖日礼拝の説教ができる。

## 歴史

### アメリカでの歴史
ホーリネス運動の契機となったのは、南北戦争後の、進化主義思想、自由主義思想の普及に伴い、教会の教勢の停滞に危機感をもったメソジスト教会の牧師たちによって起こされた1867年にニュージャージー州のヴィンランドで行われたキャンプミーティング（野外集会）であった。この集会は、J.A.ウッドの『全き愛』の主張に共鳴したメソジスト教会の牧師、J.インスキップと、W.オズボーンが中心となって企画したものであった。数千人もの聴衆を集めたこの集会のなかで、キャンプミーティングやクルセード（伝道集会）の重要性が強調され、全米のメソジスト教会では、同じようなキャンプミーティングがもたれるようになり、1870年代には、アメリカ中のホーリネスの信徒をまとめる「ホーリネス教会」のはじまりとなった。ホーリネス運動は、多くの有能な説教者を生み出し、また平日にも集会をおこなうようになった。1880年代にホーリネス運動は、長老派、バプテスト派、会衆派にも影響をあたえ、地域的には、カナダ、イギリス、インドにまで波及した。「ケズィック・コンベンション」の名で知られる集会もこの頃イギリスのC.バタスビーによって始められ、現在も世界各地で巡回的に行われている。
ところが、ホーリネス運動は、その超教派的な性格から、その是非をめぐって激しい議論が行われるようになり、メソジスト教会ないし自分の教派、教団にとどまって運動する者、新たな教団をつくって運動する者が現れるようになった。つまり、1880年にチャーチ・オブ・ゴッド教会、1887年にアライアンス教会、1895年にナザレン教会が生まれた。また、南メソジスト教会のように1894年の年次総会で、ホーリネス運動を非難する決議を採択するところも現れた。

### 日本での歴史
日本では、1891年にイギリスのバークレー・バックストン、1901年にアメリカのチャールズ・E・カウマン夫妻とアーネスト・A・キルボルンによって伝えられた。バックストンによって日本伝道隊、日本イエス・キリスト教団（いわゆる「日本イエス」）、カウマンと中田重治によって、四重の福音「新生・聖化・神癒・再臨」という明確な信仰の告白を打ち出し、1917年に「東洋宣教会ホーリネス教会」が設立されたが、まもなく「日本ホーリネス教会」と改称、東洋宣教会は、アジア宣教のための別組織として改組された。組織は監督制をとりその権威は大きかった。1933年に再臨の信仰の考え方により中田の「きよめ教会」と車田秋次の「日本聖教会」に分離(ホーリネス分裂事件)したが、1941年6月の教会合同によって「日本基督教団」に「日本聖教会」は第6部、「きよめ教会」は第9部として一時統合された。しかし、「きよめ教会」のなかにはこの教会合同を拒んだ群れもあった。憲兵などの国家権力の監視にも屈せず、キリストのみが神、再臨を強く待望する姿勢が危険思想とみなされ、1942年6月にいわゆるホーリネス弾圧事件が起こり、解散を命じられたり、牧師が投獄されたり、殉教者が出たりした。戦後は、日本基督教団のなかに残った諸教会は「ホーリネスの群」として独自色を示し、直接日本福音同盟に加わらないものの日本国内の代表的な福音主義勢力として知られている。また日本基督教団から分離した群れのうち、日本聖教会の群れは日本ホーリネス教団となり、そのほか基督兄弟団、イムマヌエル綜合伝道団、基督聖協団などの教団が設立された。

## 聖霊派との違い
異言派とは一線を引いているが、近年の対話では様々な修正が試みられてきた。現在では暗黙の内に異言を「神からの賜物の一つ」として受け止め、あくまでも個人的な密室の祈りにおいてのみ認められ、公の場では控える。